# Sonates pour piano de Beethoven
Ludwig van Beethoven a écrit ses 32 sonates pour piano, entre 1795 et 1822. Bien qu'à l'origine, elles ne soient pas destinées à être un ensemble et un tout cohérent, elles forment l'une des plus importantes séries d'œuvres dans l'histoire de la musique. Hans von Bülow l'appelait « Le Nouveau Testament » de la musique (l'ancien testament étant Le Clavier Bien Tempéré de Jean-Sébastien Bach).
Les sonates pour piano de Beethoven sont considérées comme le premier cycle de grandes pièces de piano adaptées à l'interprétation en salle de concert. Adaptées à la fois à l'exécution privée et publique, les sonates de Beethoven forment « un pont entre les mondes du salon et de la salle de concert ».

## Liste des sonates

### Premières sonates
Les premières sonates de Beethoven ont été fortement influencées par celles de Haydn et Mozart. Malgré cela, il a cherché de nouvelles façons de composer ses sonates. Ses quatre premières sonates sont construites en quatre mouvements, ce qui était très rare à son époque.
- Trois sonates pour piano (1795), op. 2 :
  - Sonate pour piano no 1 en fa mineur, op. 2 no 1 (1795)
  - Sonate pour piano no 2 en la majeur, op. 2 no 2 (1795)
  - Sonate pour piano no 3 en do majeur, op. 2 no 3 (1795)
- Sonate pour piano no 4  « Grande Sonate » en mi bémol majeur, op. 7 (1797)
- Trois sonates pour piano (1798), op. 10 :
  - Sonate pour piano no 5 en do mineur, op. 10 no 1 (1798)
  - Sonate pour piano no 6 en fa majeur, op. 10 no 2 (1798)
  - Sonate pour piano no 7 en ré majeur, op. 10 no 3 (1798)
- Sonate pour piano no 8  « Pathétique » en do mineur, op. 13 (1798)
- Deux sonates pour piano (1799), op. 14 :
  - Sonate pour piano no 9[3] en mi majeur, op. 14 no 1 (1799)
  - Sonate pour piano no 10 en sol majeur, op. 14 no 2 (1799)
- Sonate pour piano no 11 en si bémol majeur, op. 22 (1800)

### Sonates du milieu
Après avoir écrit ses premières treize sonates (jusqu'à op. 28), il écrit à Wenzel Krumpholz : « à partir de maintenant, je vais prendre un nouveau chemin. » Les sonates de Beethoven, à partir de cette période, sont très différentes des précédentes. Il a tendance à abandonner la forme sonate commune héritée de Haydn et de Mozart et la remplace par une manière plus audacieuse de concevoir la sonate. Beaucoup de compositeurs romantiques de la période ont été fortement influencés par ces sonates de Beethoven. Après 1804, Beethoven abandonne les opus regroupés et compose uniquement un opus par sonate. On ne sait pas pourquoi il a fait ainsi.
- Sonate pour piano no 12 « Marche funèbre » en la bémol majeur, op. 26 (1801)

- Deux sonates pour piano (1801), op. 27 :
  - Sonate pour piano no 13 « Quasi una fantasia » en mi bémol majeur, op. 27 no 1 (1801)
  - Sonate pour piano no 14 « Quasi una fantasia » ou « Clair de lune » en do dièse mineur, op. 27 no 2 (1801)
- Sonate pour piano no 15 « Pastorale » en ré majeur, op. 28 (1801)
- Trois sonates pour piano (1802), op. 31 :
  - Sonate pour piano no 16 en sol majeur, op. 31 no 1 (1802)
  - Sonate pour piano no 17 « la Tempête » en ré mineur, op. 31 no 2 (1802)
  - Sonate pour piano no 18 « la Chasse » en mi bémol majeur, op. 31 no 3 (1802)
- Deux sonates pour piano (composées en 1795/96, publiées en 1805), op. 49 :
  - Sonate pour piano no 19 en sol mineur, op. 49 no 1 (1805)
  - Sonate pour piano no 20 en sol majeur, op. 49 no 2 (1805)
- Sonate pour piano no 21 « Waldstein »[4] en do majeur, op. 53 (1803)
- Sonate pour piano no 22 en fa majeur, op. 54 (1804)
- Sonate pour piano no 23 « Appassionata » en fa mineur, op. 57 (1805)
- Sonate pour piano no 24 « à Thérèse » en fa dièse majeur, op. 78 (1809)
- Sonate pour piano no 25 « le Coucou » en sol majeur, op. 79 (1809)
- Sonate pour piano no 26 « Les Adieux » en mi bémol majeur, op. 81a (1810)
- Sonate pour piano no 27 en mi mineur, op. 90 (1814)

### Dernières sonates
Les dernières sonates de Beethoven sont parmi les œuvres les plus difficiles du répertoire. Une nouvelle fois, sa musique trouve un nouveau chemin. À cette époque, son style classique et son ouïe ont complètement disparu, remplacés par les origines de la musique romantique. La sonate « Hammerklavier », a été et est encore jugée comme la sonate la plus difficile de Beethoven. En fait, elle était considérée comme injouable, jusqu'à ce qu'un garçon de presque 15 ans la joue en concert : Franz Liszt.

Avec ces cinq dernières sonates, Beethoven soliloque et s'élève à l'universel ; il devient selon Igor Stravinsky « pour toujours notre contemporain ».
- Sonate pour piano no 28 en la majeur, op. 101 (1816)
- Sonate pour piano no 29 « Hammerklavier » en si bémol majeur, op. 106 (1818)
- Sonate pour piano no 30 en mi majeur, op. 109 (1820)
- Sonate pour piano no 31 en la bémol majeur, op. 110 (1821)
- Sonate pour piano no 32 en do mineur, op. 111 (1822)

## Interprétation et enregistrements
L'ensemble des 32 sonates ont d'abord été jouées en un seul cycle de concerts, par Hans von Bülow. Un certain nombre d'autres pianistes ont imité cet exploit, notamment Artur Schnabel (le premier depuis Bülow à jouer le cycle complet en concert de mémoire – sans la partition), Roger Woodward et Michael Houstoun, ont joué l'intégrale deux fois ; la première à l'âge de 40 ans, puis 20 ans plus tard, en 2013.
Le premier pianiste à graver l'enregistrement complet pour EMI, entre 1932 et 1935, était Artur Schnabel. D'autres pianistes ont gravé ces sonates, parmi lesquels notamment, Claudio Arrau (deux fois), Vladimir Ashkenazy, Wilhelm Backhaus, Paul Badura-Skoda, Daniel Barenboïm, Malcolm Binns (sur piano-forte), Alfred Brendel (trois fois), Aldo Ciccolini, John O'Conor, Annie Fischer, Richard Goode, Maria Grinberg, Friedrich Gulda, Jenő Jandó, Wilhelm Kempff (deux fois), Stephen Kovacevich, Anton Kuerti, Paul Lewis, HJ Lim, Yves Nat, Kun-Woo Paik, Maurizio Pollini, Jean-Bernard Pommier, Bernard Roberts, András Schiff, Russell Sherman, Georges Pludermacher, Rita Bouboulidi et Gerard Willems. Emil Guilels a enregistré une quasi intégrale, il est mort juste avant de l'avoir achevée.
En 1970, Daniel Barenboïm établit le record du monde du plus jeune pianiste ayant enregistré le cycle complet des sonates de Beethoven (entre 1967 et 1970) Depuis 2014, ce « record » a été battu par la pianiste suisse Mélodie Zhao, puisqu'elle a gravé l'intégrale des 32 sonates à l'âge de 19 ans, pour le label Claves.

## Arrangements
La sonate opus 27 a été orchestrée par Nathan Kelly pour orchestre symphonique. L'opus 106, a été orchestrée par Felix Weingartner pour un orchestre de style romantique. Auguste Blondeau a transcrit pour quatuor à cordes, les trois sonates de l'opus 2, qui a fait l'objet d'un enregistrement par le Quatuor Ad Fontes.